# Chanom Sirirangsri
Chanom Sirirangsri (taj. ฉนม ศิริรังษี; ur. 12 marca 1935) – tajski lekkoatleta, długodystansowiec.
Uczestniczył w biegu maratońskim podczas Igrzysk Olimpijskich w 1964 roku, gdzie zajął 58. miejsce (ostatnie wśród sklasyfikowanych zawodników) z czasem 2:59:25.6. Startował także w biegu na 5000 m podczas Igrzysk Azjatyckich w 1966 roku, gdzie zajął 8. miejsce.